# رباعيات أطراف بدائية
رباعيات الأطراف البدائية (الاسم العلمي: Eotetrapodiformes)، وهي فرع حيوي من أسماك لحميات الزعانف، تشمل رباعيات الأطراف وأسلافها المباشرة.